# Bourgtheroulde-Infreville
Bourgtheroulde-Infreville és un municipi francès situat al departament de l'Eure i a la regió de Normandia. L'any 2007 tenia 2.948 habitants.

## Demografia

### Població
El 2007 la població de fet de Bourgtheroulde-Infreville era de 2.948 persones. Hi havia 1.196 famílies, de les quals 298 eren unipersonals (119 homes vivint sols i 179 dones vivint soles), 411 parelles sense fills, 406 parelles amb fills i 81 famílies monoparentals amb fills.
La població ha evolucionat segons el següent gràfic:
Habitants censats

### Habitatges
El 2007 hi havia 1.284 habitatges, 1.210 eren l'habitatge principal de la família, 13 eren segones residències i 61 estaven desocupats. 1.050 eren cases i 217 eren apartaments. Dels 1.210 habitatges principals, 841 estaven ocupats pels seus propietaris, 335 estaven llogats i ocupats pels llogaters i 34 estaven cedits a títol gratuït; 62 tenien una cambra, 53 en tenien dues, 150 en tenien tres, 302 en tenien quatre i 644 en tenien cinc o més. 996 habitatges disposaven pel capbaix d'una plaça de pàrquing. A 526 habitatges hi havia un automòbil i a 546 n'hi havia dos o més.

### Piràmide de població
La piràmide de població per edats i sexe el 2009 era:
| Homes | Edats   | Dones |
| ----- | ------- | ----- |
| 0     | 95 o +  | 0     |
| 8     | 90 a 94 | 12    |
| 8     | 85 a 89 | 28    |
| 4     | 80 a 84 | 20    |
| 48    | 75 a 79 | 52    |
| 52    | 70 a 74 | 52    |
| 52    | 65 a 69 | 52    |
| 64    | 60 a 64 | 68    |
| 64    | 55 a 59 | 48    |
| 116   | 50 a 54 | 128   |
| 108   | 45 a 49 | 136   |
| 112   | 40 a 44 | 92    |
| 68    | 35 a 39 | 108   |
| 116   | 30 a 34 | 88    |
| 112   | 25 a 29 | 104   |
| 80    | 20 a 24 | 72    |
| 132   | 15 a 19 | 96    |
| 76    | 10 a 14 | 80    |
| 120   | 5 a 9   | 48    |
| 88    | 0 a 4   | 96    |

## Economia
El 2007 la població en edat de treballar era de 1.948 persones, 1.447 eren actives i 501 eren inactives. De les 1.447 persones actives 1.305 estaven ocupades (706 homes i 599 dones) i 141 estaven aturades (55 homes i 86 dones). De les 501 persones inactives 176 estaven jubilades, 170 estaven estudiant i 155 estaven classificades com a «altres inactius».

### Ingressos
El 2009 a Bourgtheroulde-Infreville hi havia 1.191 unitats fiscals que integraven 2.927 persones, la mediana anual d'ingressos fiscals per persona era de 19.650 €.

### Activitats econòmiques
Dels 155 establiments que hi havia el 2007, 4 eren d'empreses alimentàries, 2 d'empreses de fabricació de material elèctric, 1 d'una empresa de fabricació d'elements pel transport, 7 d'empreses de fabricació d'altres productes industrials, 16 d'empreses de construcció, 29 d'empreses de comerç i reparació d'automòbils, 9 d'empreses de transport, 9 d'empreses d'hostatgeria i restauració, 1 d'una empresa d'informació i comunicació, 13 d'empreses financeres, 9 d'empreses immobiliàries, 16 d'empreses de serveis, 20 d'entitats de l'administració pública i 19 d'empreses classificades com a «altres activitats de serveis».
Dels 43 establiments de servei als particulars que hi havia el 2009, 1 era una oficina d'administració d'Hisenda pública, 1 gendarmeria, 1 oficina de correu, 4 oficines bancàries, 2 funeràries, 5 tallers de reparació d'automòbils i de material agrícola, 1 autoescola, 2 paletes, 2 fusteries, 4 lampisteries, 2 electricistes, 1 empresa de construcció, 4 perruqueries, 2 veterinaris, 3 restaurants, 3 agències immobiliàries i 5 salons de bellesa.
Dels 14 establiments comercials que hi havia el 2009, 1 era un hipermercat, 1 una botiga de més de 120 m², 3 fleques, 3 carnisseries, 1 una peixateria, 1 una llibreria, 1 una botiga de material de revestiment de parets i terra i 3 floristeries.
L'any 2000 a Bourgtheroulde-Infreville hi havia 29 explotacions agrícoles que ocupaven un total de 682 hectàrees.

## Equipaments sanitaris i escolars
El 2009 hi havia 1 farmàcia i 1 ambulància.
El 2009 hi havia 1 escola maternal i 1 escola elemental. Bourgtheroulde-Infreville disposava d'un col·legi d'educació secundària amb 792 alumnes.

## Poblacions més properes
El següent diagrama mostra les poblacions més properes.